# Janez Mrčun
Janez Mrčun [jánez mrčún], slovenski matematik, * 13. april 1966.

## Življenje
Leta 1990 je Mrčun diplomiral na Fakulteti za matematiko in fiziko (FMF) Univerze v Ljubljani, tri leta kasneje pa dokončal magisterij. Zatem se je odpravil na doktorski študij na Fakulteto za matematiko in fiziko Univerze v Utrechtu (Utrecht na Nizozemskem), kjer je leta 1996 pod mentorstvom Ieke Moerdijk doktoriral z doktorsko diseracijo Stability and Invariants of Hilsum-Skandalis Maps (Stabilnost in invariante Hilsum-Skandalisovih kart) s področja analize na mnogoterostih. Mrčun je eden vodilnih topologov v Sloveniji, zaposlen kot redni profesor na FMF, kjer se raziskovalno ukvarja z naslednjimi področji: foliacijami, Liejevimi grupoidi in algebroidi, diferencialno geometrijo in diferencialno topologijo ter algebrsko topologijo.